# غير محدد استاتيكيا
في علم السكون (الإستاتيكا)، يكون المنشأ غير محدد استاتيكيًا (بالإنجليزية: Statically indeterminate)‏ عندما تكون معادلات التوازن الميكانيكي غير كافية لتحديد القوي الداخلية وردود الأفعال علي المنشأ.
طبقا لقوانين نيوتن للحركة، معادلات الاتزان لمنشأ ذو بعدين (2D) هي:
- {\displaystyle \sum {\vec {F}}=0}: المجموع الجبري لكل القوي المؤثرة علي الجسم يساوي صفر، بمعنى:
  - مجموع القوي في الاتجاه الطولي يساوي صفر.Σ V = 0
  - مجموع القوي في الاتجاه العرضي يساوي صفر.0=Σ H
- {\displaystyle \sum {\vec {M}}=0}: مجموع العزوم حول أي نقطة في الجسم يساوي صفر.

عتد إنشاء كمرة، ردود الأفعال الأربعة الموضحة علي اليسار هي: VA وVB وVC وHA

كمرة غير محددة إستاتيكياً

و قاونين الإتزان هي:
Σ V = 0
VA − Fv + VB + VC = 0
Σ H = 0:
HA − Fh = 0
Σ MA = 0:
Fv · a − VB · (a + b) - VC · (a + b + c) = 0.
بسبب وجود أربعة ردود أفعال غير معروفة (متغيرات)، لكن لدينا فقط ثلاث معادلات إتزان، هذا النظام من المعادلات المترابطة ليس له حل واحد فريد من نوعه .ولهذا يصنف هذا المنشأ بغير محدد استاتيكيًا. يدخل في الاعتبارات خواص المادة والقابلية للانحناء في حل هذا النوع من المنشأت المعروفة بالمنشآت الغير محددة استاتيكيًا.

## المنشآت المحددة إستاتيكيًا
إذا ما أزيلت الركيزة عند نقطة B، لن يكون هناك رد الفعل عندها، وبالتالي سيصبح النظام محددًا استاتيكيًا، وبالتالي سيصبح لدينا ثلاثة ردود أفعال وثلات معادلات إتزان .